# Brandon (Minnesota)
Brandon é uma cidade localizada no estado americano de Minnesota, no Condado de Douglas.

## Demografia
Segundo o censo americano de 2000, a sua população era de 450 habitantes. 
Em 2006, foi estimada uma população de 424, um decréscimo de 26 (-5.8%).

## Geografia
De acordo com o United States Census Bureau tem uma área de 
1,0 km², dos quais 1,0 km² cobertos por terra e 0,0 km² cobertos por água. Brandon localiza-se a aproximadamente 426 m acima do nível do mar.

## Localidades na vizinhança
O diagrama seguinte representa as localidades num raio de 20 km ao redor de Brandon. 